# Spațiul interplanetar
Mediul interplanetar este materia care umple sistemul solar și prin care trec toate corpurile cerești ale sistemului solar mai mari cum ar fi planete, asteroizi și comete.